# Телитокия

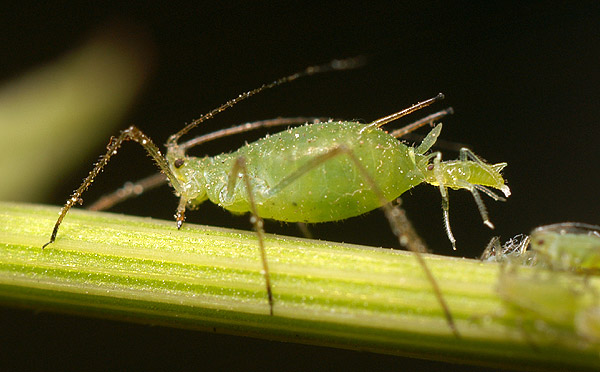
Тля, рождающая живых детенышей

Телитокия (от др.-греч. θῆλυς «женский» и др.-греч. τόκος «потомство») — тип партеногенеза, при котором самки без оплодотворения производят самок.
Противоположностью телитокии считается арренотокия — когда из неоплодотворённых яиц производятся самцы.
Считают, что причиной телитокии являются внутриклеточные симбионты, специфичность воздействия которых обусловливает нежизнеспособность самцов.
Это предположение подтверждается фактами «обезвреживания» симбионтов антибиотиками и проявления арренотокного партеногенеза, то есть двуполости.

## Распространенность
Телитокия — довольно распространённое явление, но в чистом виде встречается редко.
По наблюдениям Б. М. Чумаковой, дейтеротокия, или амфитокия, то есть формирование особей обоих полов без оплодотворения, иногда встречается среди паразитических перепончатокрылых, как отклонение от размножения по типу арренотокии или телиотокии.
В связи с этим дейтеротокия проявляется как спаногиния или спанандрия.
При спаногинии самки наездника, размножающиеся по типу телитокии, производят вместо полностью женского потомства определенное количество самцов, в результате чего в популяции постепенно уменьшается количество самок.
Это явление известно для энциртида — Ooencyrtus submetallicus How., трихограммы бессамцовой и трихограммы полудымчатой
При спанандрии не оплодотворенная арренотокичная самка производит вместо полностью самцового потомства часть самок, и в популяции происходит последовательное уменьшение количества самцов.
Такие случаи отмечены для Habrobracon hebetor, Lysiphlebus testaceipes и других.

### Некоторые виды, размножающиеся телитокией
Насекомые:
Orthoptera
- Дыбка степная

Dictyoptera
- Polyphaga (тараканы-черепашки)
- Суринамский таракан

Hymenoptera
- Муравьи. Экспериментально подтверждена факультативная или облигатная телитокия у нескольких видов[1]:
  - Pristomyrmex pungens из подсемейства Myrmicinae (Tsuji 1988)[2]
  - Messor capitatus, Myrmicinae (Grasso et al. 2000)[3]
  - Cerapachys biroi, Cerapachyinae (Tsuji and Yamauchi, 1995[4]; Ravary and Jaisson, 2002[5]);
  - Cataglyphis cursor, Formicinae (Cagniant, 1979)[6]
  - Platythyrea punctata, Ponerinae (Heinze and Holldobler, 1995)[7]
  - Strumigenys hexamera, Myrmicinae[8]
  - Pyramica membranifera, Myrmicinae[9]

- Пчелы (Apidae)
  - Apis mellifera capensis[10]

## Происхождение термина
Термин телитокия предложен Зибольдом в 1871 г., а арренотокия — Лейкартом в 1857 г.